# Paul Connolly
Paul Connolly, född 29 september 1983 i Liverpool, är en engelsk professionell fotbollsspelare och försvarsspelare som spelade för Leeds United men lånades ut till Portsmouth FC och Preston NE under säsongen 2012/2013. Han spelade tidigare för bland andra Plymouth och Derby innan han kom till Leeds som en free agent inför säsongen 2010/2011. Leeds meddelade att de inte kommer att förlänga Connollys kontrakt då det går ut i maj 2013.